# 柴智屏
柴智屏（英語：Angie Chai，1962年5月14日—），台灣電視製作人、經紀人。柴智屏發掘多名台灣偶像藝人，製作過多部經典綜藝節目、偶像劇和知名賣座電影，也進軍文學界，與作家九把刀合作打造一系列青春文學作品，並影像成電影和電視劇，素有「偶像劇教母」、「神秘魔法師」之稱。

## 事業生涯
中国文化大学毕业后，柴智屏曾在錄影帶公司当了三个月的三级片编剧；後來經由華視綜藝節目《鑽石舞台》製作人黃國治之妻的推薦，加入黃國治旗下，擔任執行製作及短劇劇本寫作，亦在《鑽石舞台》的短劇單元〈頑皮報〉中與張玲瑜搭擋搞笑飾演「雙冬姐妹花」（柴智屏飾演冬冬，張玲瑜飾演雙雙）。
柴智屏曾製作紅遍亞洲及台灣的經典綜藝節目《連環泡》、《鑽石舞台》和《超級星期天》，其中《超級星期天》於1997年、1999年、2000年三度榮獲金鐘獎綜藝節目獎。自2001年起，柴智屏開始拍攝製作根据日本漫画改编的《流星花园》，以及其他共30餘部電視偶像劇，開創華語戲劇新紀元；同年她亦自立门户，创办藝人經紀公司「可米瑞智」。柴智屏藉由《流星花園》一手捧紅了人气偶像團體「F4」，風靡亞洲。2002年，柴被美国《商业周刊》评为“亚洲之星”。
2005年2月27日，柴智屏製作的東森綜合台八點檔戲劇《好美麗診所》舉行試映會，她同時上任東森戲劇台台長。同年第40屆金鐘獎，柴智屏的偶像劇作品《戰神》勇奪年度最受歡迎戲劇節目獎。
2011年，柴智屏進軍電影圈，屢創佳績，此後數年間擔任監製打造的知名作品有《那些年，我們一起追的女孩》、《小時代》系列、《等一個人咖啡》、《樓下的房客》等。2012年国剧盛典，柴智屏以《小菊的春天》获得「2012年度最佳製片人獎」。2013年，她獲選「兩岸十大亮點人物」之一，亦為所有當選者中唯一的女性。
2018年，新版《流星花園》於當年度播出，並採湖南衛視首播、網路平台再播的「台網聯動」模式播映。該劇由柴智屏身兼編劇、導演和製作人，她也是主要投資人。新版《流星花園》由柴智屏的「北京萌樣影視」與湖南芒果娛樂聯合出品，並集結上海騰訊影業、安樂（北京）電影、北京光線影業、北京德知厚影視以及珠海漢都影視共七家公司合資，製作費達台幣7億元，比舊版多了73倍。此外，柴智屏與騰訊影業共同宣布，雙方將於三年內展開包括《流星花園》和《轉角遇到愛》等八部以往由柴智屏所製作之戲劇影視作品的重啟翻拍計畫。

## 個人生活
2002年7月23日，柴智屏與前夫陳詩舜離婚，柴智屏說：「只是婚姻遇到瓶頸，沒有離婚。」陳詩舜則是沒有承認也沒有否認。
柴智屏的獨生女高雋雅，為台灣演員，進入演藝圈出演戲劇。
2020年2月，柴智屏與交往18年的男朋友，曾經任索尼音樂大中華區域執行長的崔震東分手。

## 事件

### 遭列境管名單
2014年9月，据“关爱八卦成长协会”的新浪微博账号所发出的微博显示，柴智屏因涉嫌刑事犯罪被中国大陆限制出境；柴智屏若入境大陆，海关等边境管理机关必须通知人民检察院及公安部门将她留置或逮捕。有分析指，其原因可能与中央电视台电视剧频道的贪污案有关。隨後人在台灣的柴智屏召開記者會，堅稱自己是該案證人，也強調自己不認識央視的任何人。然而對柴智屏境管、負責偵辦公務員貪瀆案件的吉林省人民檢察院發布通報表示，若柴智屏遲不到案，將通報國際刑警組織發布「紅色通報」。中華民國政府主動向中華人民共和國最高人民檢察院查證，證實吉林人民檢察院確因調查案件需要，對柴智屏限制出境，最高人民檢察院亦於9月29日上午以傳真正式文書，向中華民國政府回覆證實柴遭境管一事。中華民國法務部政務次長陳明堂對此回應，最高人民檢察院僅告知因調查刑事案件，需要請柴協助，從未告知柴智屏是被告或證人身分，亦未曾告知案件細節，柴智屏資訊恐有錯誤。
媒體報導據知情人士表示，柴智屏先前透過前中國全國政協主席賈慶林的親屬仲介，將自己購入的民視戲劇《意難忘》前400集節目轉賣給央視，之後再透過前中央宣傳部部長劉雲山兒子的關係，將《意難忘》後400集節目同樣售予央視。然而民視以每集3000美元的價格將節目賣給柴智屏，柴再以每集6000美元售出，最後央視卻每集花費1萬8千美元購入，其中總計高達將近1000萬美元的價差款項流向不明，成為此案後續追查的重點。另有消息提及，在央視採購節目的過程中，包含20位台灣涉案人收取金額總計高達台幣45億元的回扣佣金。柴智屏對此則表示，這次事件若真牽涉多達20人涉案，「我相信我一定不是關鍵人物。」。
2016年1月，媒體報導表示，在電影《我的少女時代》於2015年上映大受好評後，柴智屏宴請旗下藝人王大陸的爸爸古董買賣富商王台慶。2015年9月，柴智屏從廣東珠江進入中國大陸時，第一時間聯絡王台慶求助協助入境，當下對方提供協助；柴順利入境後不斷向王台慶表達謝意，並主動要求合影，王亦自費訂下飯店總統套房招待柴。王台慶透過自己在兩岸政商影界累積20年的人脈，分別於2015年9月和11月，兩度幫助因涉入央視弊案、遭中國官方境管的柴智屏解禁，之後更獲准開拍新電影《有五個姊姊的我就註定要單身了啊！》。消息人士表示，原先王台慶從未公開此事，但柴智屏被外界詢問相關事件時，皆僅表示因為自己在中國的朋友和人脈相助才得以解決問題，因此消息人士認為柴有徹底切割、過河拆橋之嫌。
柴智屏後透過群星瑞智公司發表聲明回應，指爆料所稱「柴請求他人協助解除中國境管」為子虛烏有，當時檢調單位調查過後即解除對柴智屏的入出境限制，所以柴無需透過任何人或其他方式協助處理。王台慶對此回應：「讓她去講吧！她心知肚明，她的朋友都是我朋友啊！聽了當然心寒，已經給她很多機會，但她還是不給面子。」群星瑞智回應表示：「其他謠言是非，一律不再回應。」。

### 解約糾紛
2016年1月，王大陸因要求和柴智屏解除經紀合約，雙方爆發糾紛、對簿公堂。王大陸委託律師於該年1月4日提告柴智屏，委任律師表示：王在群星瑞智未走紅的三年期間，賺不到台幣100萬元；如今提解約卻被柴智屏要求支付台幣3,000萬元的解約金，未來四年照合約比例被柴繼續抽傭，另需演完三部片，且每部只能收取100萬元人民幣酬勞，令王大陸覺得條件苛刻。此外，王大陸在接演《我的少女時代》前，就感受到公司對他的不平等待遇，亦曾被暗示過公司隨時可能與他終止合約，這是讓他想離開的癥結點。
王大陸的律師認為，王大陸在2015年12月16日，已委託律師發函給群星瑞智要求終止合約，王的律師認定「2015年12月17日」時合約已宣告終止，但柴智屏仍認為王大陸為其藝人，雙方已無信賴基礎，所以決定提告以認定「王大陸與柴智屏的合約關係不存在」。柴智屏對此表示訝異，強調公司沒對藝人違約，且合約為雙方同意始簽訂，不是單方面認定就能解除，希望對方能真誠理性看待合作關係。
柴智屏和王大陸對於彼此在解約過程中所持協商態度、解約條件等細節各執一詞，雙方持續透過媒體互相抨擊。王家認為柴智屏開出苛刻條件、完全不念舊情，甚至一度開出台幣6,000萬元的高額解約金，且透過媒體版面嚴重傷害王大陸。柴智屏透過群星瑞智公司發表聲明回應：自己一直等待王大陸主動提出和解方案，亦無要求解約金6,000萬元一事。公司願意跟王大陸提早解約、賠償金可全數捐助公益，但希望王大陸為此事造成的負面影響及個人任意解約且不負責任的輕率態度，向娛樂圈及藝人經紀產業公開道歉，並感謝公司經紀團隊過去對王的付出與貢獻，否則對於未來願意努力經營或投入藝人經紀產業之公司或個人將造成不良影響。
事件發生後，王大陸被外界批判「忘本」，他反問：「如果《我的少女時代》沒紅，大家還會這樣講嗎？」柴智屏則表示：「我覺得他迷失了。我傳訊息約他坐下來談，他回說要透過律師談。」
2016年3月，王大陸和柴智屏雙方達成和解協議，相關內容和條件皆對外保密。

## 製作作品

### 綜藝節目
| 頻道                      | 節目名         | 演出 |
| 中華電視公司              | 《連環泡》     | 主要主持人：張小燕、胡瓜、蔡琴、澎恰恰、方芳、陶大偉、巴戈、白冰冰、蔡頭、曹啟泰、許效舜、邰智源、陳為民、李方、朱家容、林佩君、董至成、胡惠玲 |
| 中華電視公司              | 《鑽石舞台》   | 主要主持人：高凌風、夏玲玲、胡瓜、鄭進一、陽帆、方芳芳、曹蘭、姚黛瑋、郭子乾、董至成                                                           |
| 台灣電視公司→中華電視公司 | 《超級星期天》 | 主要主持人：張小燕、庾澄庆、阿雅、黄子佼、黄嘉千、陈建州、卜學亮、曾寶儀、吳宗憲、徐熙娣                                                       |
| 中華電視公司              | 《超級星任務》 | |

### 戲劇
| 年份   | 頻道       | 劇名               | 演出                                                                                                  |
| 2001年 | 華視       | 《流星花园》       | 主演 ： F4、徐熙媛、杨丞琳、钱韦杉、徐华凤、欧定兴、王月、庾澄庆                                      |
| 2001年 | 華視       | 《流星雨》         | 主演 ：F4、爱纱、麻衣、屈中恒、杨丞琳                                                                 |
| 2001年 | 華視       | 《烈爱伤痕》       | 主演：张学友、言承旭、莫文蔚                                                                          |
| 2001年 | 華視       | 《蜜桃女孩》       | 主演：吴建豪、吴辰君                                                                                  |
| 2001年 | 華視       | 《橘子酱男孩》     | 主演：朱孝天、黄湘怡                                                                                  |
| 2002年 | 華視       | 《流星花園II》     | 主演 ：F4、徐熙媛、郑雪儿、许效舜、甄秀珍、欧定兴、赖雅妍、吴佩慈                                     |
| 2002年 | 中視       | 《来我家吧》       | 主演 ：F4、许茹芸、天心                                                                               |
| 2003年 | 華視       | 《狂爱龙卷风》     | 主演 ：周渝民、徐若瑄、朱孝天、許瑋倫、钱韦杉、伍思凯                                                 |
| 2004年 | 中視       | 《Hi 上班女郎》    | 主演：蔡依林、羅志祥、赖雅妍、文汶、钟汉良、單承鉅、劉亮佐、葛西健二、郭世倫、夏雨喬、朱孝天、楊千霈  |
| 2004年 | 東森戲劇台 | 《好美丽诊所》     | 主演：余天、馬世莉、黃品源、況明潔、王耀庆                                                            |
| 2004年 | 華視       | 《戰神》           | 主演： 徐熙媛、周渝民、赖雅妍、安鈞璨、修杰楷、蕭瀟、郭世綸、戴立忍、本多RuRu、湯志偉、應采靈、張國柱 |
| 2005年 | 東森戲劇台 | 《好美丽诊所嘿哈》 | 主演：赖雅妍、季芹、王耀庆、王傳一、潘慧如、李沛旭、余秉諺                                            |
| 2005年 | 華視       | 《愛情魔戒》       | 主演：郑元畅、钱韦杉、夏喬、Ben、郭世伦、黄仅雯、吳中天、勾峰、仇政、蕭穎                             |
| 2005年 | 華視       | 《爱在星光灿烂时》 | 主演：赖雅妍、李康宜、可米小子、徐貴櫻、仇政、勾峰                                                    |
| 2005年 | 東森戲劇台 | 《天空之城》       | 主演：朱孝天、李冰冰                                                                                  |
| 2005年 | 中視       | 《恶魔在身边》     | 主演：杨丞琳、贺军翔、王傳一、范筱梵、何篤霖、戈偉如、增山裕紀、裴琳、曾少宗、吳中天、汪建民          |
| 2006年 | 華視       | 《極道學園》       | 主演：王傳一、藤岡靛、包小柏、馬如龍、李偉豪、李佳豫、元靜芸、陳瑋萱、徐婕兒、包偉銘、陳為民、安迪    |
| 2006年 | 中視       | 《深情密码》       | 主演：周渝民、朴恩惠、赖雅妍、王传一、许志安、陳珮騏、劉尚謙、劉瑞琪                                  |
| 2007年 | 中視       | 《轉角遇到愛》     | 主演：徐熙媛、羅志祥、陳至愷、路嘉欣、藤岡靛、方芳、庾澄慶、陳珮騏、張立威、陳彦儒、小鬼、沈孟生      |
| 2007年 | 華視       | 《美味关系》       | 主演：周渝民、侯佩岑、柯有倫、赖雅妍                                                                  |
| 2007年 | 華視       | 《假面天使》       | 主演：天心、唐治平、吴中天、傅天颖、夏喬、向丽雯、刘雪华、林立洋、隆宸翰                              |
| 2007年 | 華視       | 《换换爱》         | 主演：杨丞琳、贺军翔、王传一、Judy、陳妍希、王道、戈偉如、孫沁岳、葉民志                              |
| 2008年 | 華視       | 《这里发现爱》     | 主演：周渝民、朱孝天、吴建豪、王传一、关颖、陈妍希、季芹、阿部力                                      |
| 2008年 | 華視       | 《不良笑花》       | 主演：潘瑋柏、楊丞琳、藤岡靛、陳妍希、許慧欣                                                          |
| 2008年 | 華視       | 《王子看見二公主》 | 主演：郭品超、陳庭妮、洪卓立、洪子涵、徐宛鈴                                                          |
| 2008年 | 超視       | 《無間有愛》       | 主演：贺军翔、鄧家佳、王麗坤、孫祖楊                                                                  |
| 2009年 | 華視       | 《呼叫大明星》     | 主演：蔡卓妍、賀軍翔、陳至愷、周采詩、王耀慶                                                          |
| 2009年 | 華視       | 《海派甜心》       | 主演：楊丞琳、羅志祥、李威                                                                            |
| 2010年 | 華視       | 《愛∞無限》        | 主演：潘瑋柏、張榕容、林佑威                                                                          |
| 2011年 | 安徽衛視   | 《彩虹甜心》       | 主演：林志穎、應采兒                                                                                  |
| 2012年 | 中視       | 《翻糖花園》       | 主演：朴政珉、簡嫚書、王傳一、李相林、路斯明                                                          |
| 2014年 | 民視       | 《真愛配方》       | 主演：敖犬、周湯豪、林逸欣、魏蔓                                                                      |
| 2018年 | 湖南衛視   | 《流星花園》       | 主演 ：沈月、王鶴棣、官鴻、梁靖康、吳希澤                                                             |
| 2026年 |            | 《我們的藍調時光》 | 主演 ：周渝民、張鈞甯、陸弈靜、蘇見信、鍾欣凌、鄭人碩、安心亞、王柏傑、詹子萱、初孟軒、郭泓志         |

### 電影
| 年份   | 片名                         | 演出                                                                       |
| 2011年 | 《那些年，我們一起追的女孩》 | 主演：柯震東、陳妍希、敖犬、郝劭文、蔡昌憲、彎彎、鄢勝宇                   |
| 2013年 | 《小時代》                   | 主演：楊冪、柯震東、郭采潔、鳳小岳、郭碧婷、謝依霖、陳學冬、李悅銘         |
| 2013年 | 《小時代：青木時代》         | 主演：楊冪、柯震東、郭采潔、鳳小岳、郭碧婷、謝依霖、陳學冬、李悅銘         |
| 2014年 | 《小時代：刺金時代》         | 主演：楊冪、柯震東、郭采潔、陳學冬、郭碧婷、謝依霖、錦榮                   |
| 2014年 | 《等一個人咖啡》             | 主演：宋芸樺、布魯斯、周慧敏、賴雅妍、張立昂、藍心湄、李㼈、陳語安、洪言翔 |
| 2015年 | 《小時代：靈魂盡頭》         | 主演：楊冪、郭采潔、陳學冬、郭碧婷、謝依霖、錦榮、柯震東                   |
| 2016年 | 《樓下的房客》               | 主演：任達華、邵雨薇、李杏、李康生、莊凱勛、侯彥西、游安順、何潔柔、森竣   |
| 2017年 | 《報告老師！怪怪怪怪物！》   | 主演：劉奕兒、蔡凡熙、鄧育凱、陳珮騏、賴浚程、陶柏萌、梁洳瑄               |

## 參演作品

### 綜藝節目
| 電視頻道 | 節目名稱       |
| 中天電視 | 《SS小燕之夜》 |
| 中天電視 | 《康熙來了》   |

### 音樂錄影帶
| 年分   | 專輯 | 曲目     | 演唱者 |
| ------ | ---- | -------- | ------ |
| 2008年 | 撐腰 | 潮男正傳 | 羅志祥 |

## 詞曲創作
| 發行年份 | 演唱者 | 歌曲         | 作詞 | 作曲 | 唱片                            |
| -------- | ------ | ------------ | ---- | ---- | ------------------------------- |
| 1989年   | 曹蘭   | 〈中國香腸〉 |      |      | 《好朋友》：曹蘭鬧翻天（第1輯） |

## 獎項紀錄
| 年份 | 頒獎典禮 | 獎項               | 影片           | 結果 |
| ---- | -------- | ------------------ | -------------- | ---- |
| 2012 | 國劇盛典 | 2012年度最佳製片人 | 《小菊的春天》 | 獲獎 |